# Johann Jakob Bodmer (Drucker)
Johann Jakob Bodmer (* 9. März 1617 in Zürich; † 26. Mai 1676 ebenda) war ein Schweizer Buchdrucker, Dichter und Politiker.

## Leben

### Familie
Johann Jakob Bodmer war der Sohn des gleichnamigen Goldschmieds, Münzmeister und Buchdruckers Johann Jakob Bodmer († 1629) und dessen Ehefrau Dorothea.
Er war verheiratet mit Margareta (geb. Schlatter); die Ehe blieb kinderlos.
Sein Urgroßvater war der Landvogt Conrad Bodmer (* um 1499 in Stäfa; † 8. Dezember 1591 in Zürich) und sein Neffe der Buchdrucker Hans Heinrich Bodmer (1669–1743).

### Werdegang
Johann Jakob Bodmer übernahm, gemeinsam mit seinem Bruder Johann Heinrich Bodmer (1621–1689), die 1626 in den Besitz des Vaters gelangte Druckerei, die Christoph Froschauer auf- und ausgebaut hatte. Dort wurde die, noch unter deren früherem Besitzer Johannes Rudolf Wolf entstandene, vermutlich erste Zürcher Wochenzeitung unter verschiedenen Namen, unter anderem als Ordinari-Wochenzeitung, bis 1677 gedruckt.
In seiner Druckerei wurden unter anderem Schriften von Johann Heinrich Hottinger der Ältere, Johann Caspar Schweizer, Johann Konrad Lavater (1609–1703), Johann Amos Comenius und Johannes Ardüser veröffentlicht.
1669 erschienen Wolriechende geistliche Violblumen, Gedichte geistlichen und weltlichen Inhalts im Stil von Martin Opitz, die Johann Jakob Bodmer in der Zuschrift als seine eigenen zu erkennen gab.
Die Druckerei wurde nach dem Tod von Johann Jakob Bodmer von seinem Bruder und dessen Sohn Heinrich weiter geführt. 1719 wurde das Geschäft an Hartmann Heidegger († 1739) dem Grossvater des Karl Wilhelm von Heideck und an Johann Heinrich Rahn († 1768) verkauft.

### Politisches und gesellschaftliches Wirken
Johann Jakob Bodmer wurde 1656 Zürcher Zwölfer und 1674 Zunftmeister der Zimmerleute; im gleichen Jahr wurde er auch Statthalter.

## Schriften (Auswahl)
- Wolriechende geistliche Violblumen für eingründige Seelen zur Betrachtung des Gesätzes, des Glaubens, des Gebetts und der Erlösung : um das christliche Frühlings- oder Osterfest : auss dem Lustgarten der heiligen Schrift in poetische Gefesse gesamlet. Zürich bey Joh. Jacob Bodmer 1669.